# アイセンボンタケ
アイセンボンタケ（藍千本茸、学名: Psilocybe fasciata）は、幻覚作用のあるヒメノガステル科シビレタケ属に属する小型から中型のキノコ（菌類）の一種である。1957年に日本の菌類学者本郷次雄によって初めて記録された。日本の竹林の外れで生育しているのが発見された。
晩夏から秋にかけて、捨てられたもみ殻、雑木林、竹林などの地上に、束生から群生する。
子実体は傘と柄からなる。傘ははじめ円錐形で、のちに開いてまんじゅう形になり、中央部に小突起があることもある。傘表面の色は、はじめ周辺部が淡黄土色を帯びた暗褐色から暗オリーブ褐色で透明感があるが、のちに乾燥すると淡色になり全体に光沢が出てくる。傘の縁には条線がある。傘裏のヒダは、はじめ灰褐色で成熟すると暗紫褐色になるが、周縁部は白色を帯び、柄に対して直生し、やや疎らに配列する。柄は中空で細長く、上下同大、表面は白色で縦に繊維状の模様があり、絹のようなツヤがある。柄の根元に粗い毛がある。傘や柄に触れたり傷つけたりすると青色に変色する。
本種はシビレタケ（Psilocybe semilanceata）に酷似し、研究者によっては同種との説もある。
毒キノコとして認知されているが、毒成分については不明である。摂食すると、吐き気、散瞳、幻覚、精神錯乱など、中枢神経系の中毒症状を引き起こす。